# ماريو غارسيا
ماريو غارسيا (بالإسبانية: Mario García)‏ (14 سبتمبر 1980 غوادالاخارا المكسيك - ) هو لاعب كرة قدم مكسيكي يلعب كمدافع.